# Säfva ridklubb
Säfva ridklubb var en ridklubb med säte i Örsundsbro, Uppland. Säfva ridklubb bildades 1994 och lades ner 2024. Säfva ridklubb var ansluten till Svenska ridsportförbundet. 
Säfva ridklubbs ryttare deltog bland annat i allsvenskan i ponnydressyr div IV, ponnyhoppning div III och i hästhoppning div II. Ridklubben arrangerade Hästivalen tillsammans med ridanläggningens ägare.